# Heinkel He 280
El  Heinkel He 280  va ser el primer avió de caça de reacció del món, el primer projecte d'aquest tipus que va culminar en un aparell que era més que un avió experimental. Desenvolupat en el transcurs de la Segona Guerra Mundial, va ser inspirat per l'èmfasi d'Ernst Heinkel en la investigació sobre vols d'alta velocitat i construït amb base a l'experiència de la companyia Heinkel amb el prototip a reacció He 178. Van ser construïts nou aparells però no va arribar a entrar en servei operacional. Malgrat posseir característiques de disseny molt avançades als caces de la seva època, el 27 de març de 1943 el Ministeri de l'Aire del Reich va prendre la decisió d'abandonar tota activitat de desenvolupament del projecte en vista de la superioritat tècnica demostrada pel Messerschmitt Me 262.

## Desenvolupament
La companyia Heinkel va començar el projecte He 280 per iniciativa pròpia després que el He 178 s'hagués rebut amb indiferència del Reichsluftfahrtministerium (Ministeri d'Aviació del Reich, alemany, RLM). El dissenyador principal va ser Robert Lusser, que va començar el projecte amb la denominació He 180 a finals de 1939.
Tenia un típic fuselatge
 de caça Heinkel, ales el·líptiques i un pla horitzontal dièdric amb aletes i timons bessons. Tenia un Tren d'aterratge de tren tricicle amb molt poc desnivell a terra. Aquest arranjament es considerava massa fràgil per a l'herba o els aeròdroms de terra de l'època; no obstant això, el disseny del tricicle finalment va guanyar acceptació. El He 280 estava equipat amb un seient d'expulsió alimentat per aire comprimit, el primer avió a transportar-ne un i el primer avió a emprar-lo amb èxit en cas d'emergència.
El primer prototip es va completar l'estiu de 1940, però el HeS 8 pretenia alimentar-lo tenia problemes. El 22 de setembre de 1940, mentre continuava el treball en el motor, el primer prototip va començar les proves de planatge amb beines amb llast penjades al lloc dels seus motors. Van passar sis mesos abans que Fritz Schäfer volés el segon prototip pel seu propi compte, el 30 de març de 1941. El tipus va ser demostrat a Ernst Udet, cap de l'ala de desenvolupament de l'RLM, el 5 d'abril, però igual que el seu predecessor, aparentment no va causar impressió. Un benefici de l'He 280 que va impressionar al lideratge polític va ser el fet que els motors de reacció podien cremar querosè, el que requereix molta menys despesa i refinament que el combustible d'alt octanatge utilitzat pels avions amb motor de pistó. Tot i això, mancava el finançament del govern en l'etapa crítica del desenvolupament inicial.
Durant l'any següent, el progrés va ser lent a causa dels continus problemes del motor. Un segon disseny del motor, el HeS 30 també estava en fase de desenvolupament, tant com un motor interessant per si mateix, com també com a reemplaçament potencial per a l'HeS 8. Un segon disseny del motor, l'HeS 30 també estava en fase de desenvolupament, tant com a motor interessant per si mateix, com també com un reemplaçament potencial per a l'HeS 8. Mentrestant, es van considerar centrals elèctriques alternatives, inclòs el pulsoreactor Argus As 014 que accionava la bomba voladora V-1. Es va proposar que s'utilitzessin fins a vuit.
No obstant això, a finals de 1943, el tercer prototip estava equipat amb versions refinades del motor HeS 8 i estava a punt per a la seva propera demostració. El 22 de desembre, es va realitzar un simulacre de lluita de gossos per als oficials de l'RLM en què el He 280 es va enfrontar contra un Fw 190, en què l'avió va demostrar la seva velocitat molt superior, completant quatre voltes d'un recorregut ovalat abans que el Fw 190 en pogués completar tres. Finalment, en aquest moment, l'RLM es va interessar i va realitzar una comanda de 20 avions de prova de preproducció, que van seguir 300 màquines de producció.
Els problemes del motor van continuar assolant el projecte. El 1942, l'RLM havia ordenat a Heinkel que abandonés l'HeS 8 i l'HeS 30 per centrar tot el desenvolupament en un motor de seguiment, l'HeS 011, un disseny més avançat i problemàtic. Mentrestant, el primer prototip He 280 es va tornar a equipar amb pulsoreactors i remolcat per provar-los. El mal temps va provocar que l'aeronau es glacés i abans que es poguessin provar els motors de reacció, el pilot Helmut Schenk es va convertir en la primera persona que va posar un seient projectable. El seient funcionava perfectament, però l'avió es va perdre i no es va trobar mai.
Amb l'HeSel 011 que no s'esperava des de feia temps, Heinkel va seleccionar al rival BMW 003. Tot i això, aquest motor també va tenir problemes i retards. El segon prototip He 280 es va reacondicionat amb Junkers Jumo 004, mentre que els següents tres fuselatges es van destinar al motor BMW, que finalment no estava disponible. Els motors Jumo eren molt més grans i pesants que l'HeS 8 per al qual havia estat dissenyat l'avió i, encara que va volar prou bé en els seus primers vols amb motor des del 16 de març de 1943, estava clar que aquest motor no era l'adequat. L'aeronau era més lenta i generalment menys eficient que l'Me 262.
Menys de dues setmanes després, el 27 de març, Erhard Milch va cancel·lar el projecte. El Me 262 amb motor Jumo 004 semblava tenir la majoria de les qualitats del He 280, però s'adaptava millor al seu motor. A Heinkel se li va ordenar abandonar el He 280 i centrar l'atenció en el desenvolupament i la construcció de bombarders, cosa que va romandre amargat fins a la seva mort.

## Prototipus
He 280 V1
- Stammkennzeichen-codificat com "DL+AS".
- 9/22/1940: Primer vol.
- 1/13/1942: Es va estavellar a causa d'una fallada de control. El pilot va ser expulsat de manera segura.

He 280 V2
- Codificat com "GJ+CA".
- 3/30/1941: Primer vol.
- 6/26/1943: Es va estavellar a causa d'una fallada del motor.

He 280 V3
- Codificat com "GJ+CB".
- 7/5/1942: Primer vol.
- 5/1945: Captured at Heinkel-Sud factory complex at Wien-Schwechat, Austria.

Capturat al complex de fàbriques Heinkel-Sud de Viena-Schwechat, Àustria.
He 280 V4
- Codificat com "GJ+CC".
- 8/31/1943: Primer vol.
- 10/1944: Va ser inhabilitat el càrrec a Hörsching, Àustria.

He 280 V5
- Codificat com "GJ+CD".
- 7/26/1943: Primer vol.
- No va rebre cap motor de reacció.

He 280 V6
- Codificat com "NU+EA".
- 7/26/1943: Primer vol.
- Propulsat per motors Junkers Jumo 109-004A

He 280 V7
- Codificat com "NU+EB" i "D-IEXM".
- 4/19/1943: Primer vol.
- Va volar un total de 115 vols remolcats. Va volar impulsat amb motors Heinkel-Hirth 109-001 fins a una fallada del motor, tornant a un planador.

He 280 V8
- Codificat com "NU+EC".
- 7/19/1943: Primer vol.

He 280 V9
- Codificat com "NU+ED".
- 8/31/1943: Primer vol.

## Especificacions (He 280 V6)

Dades de 
Característiques generals
- Tripulació: 1
- Longitud:
- Envergadura:
- Alçada:
- Perfil: principal: 13%; extrem: 9%[6]

 Rendiment 
Armament

- Metralladores: 3 × 20 mm MG 151/20